# Irma Kukkasjärvi
Irma Kukkasjärvi, född 8 februari 1941 i Helsingfors, död där 8 oktober 2011, var en finländsk textilkonstnär.
Efter handarbetsskola 1962–1963 och vävskola 1963–1964 genomgick Kukkasjärvi Konstindustriella läroverket 1964–1968. År 1968 höll hon i Helsingfors sin första separatutställning, Dialoger. Åren 1973–1976 verkade hon som textilplanerare för Arola Oy och 1984 utförde hon en kollektion av vävda tyger för Marimekko. Hon representerade Finland vid Reykjavikfestivalen 1974 med vävnaden Jökel, och med samma arbete var hon som enda nordisk konstnär representerad vid den 7:e internationella textilbiennalen i Lausanne 1975.
Kukkasjärvi hörde till förnyarna av den finländska textilkonsten, inte minst ryakonsten. Hon specialiserade sig på stora, unika textilarbeten avsedda för offentliga lokaler. Textilerna är utförda som djärva experiment i olika material, bland annat glasfiber, vävda i vävstol eller som tredimensionella skulpturer. Hon planerade även vävda bruks- och inredningstextilier i samarbete med arkitekter.
Hon skapade offentliga konstverk för bland annat Riksdagshuset och dess tillbyggnad 1978–1982, stadshuset i Villmanstrand 1984, presidentens tjänstebostad Talludden 1990–1993 och Finlands ambassadbyggnad i Berlin 1999. Hon innehade 1995–1997 professuren i textilkonst vid Konstindustriella högskolan och var samtidigt medlem av statens bildkonstkommission. År 1984 utsågs hon till årets textilkonstnär och 1985 tilldelades hon Pro Finlandia-medaljen.